# Mehrkanalton
Mehrkanalton wird benutzt:
1. im Zusammenhang mit dem Fernsehen und bedeutet, dass das Fernsehprogramm in verschiedenen Audioversionen ausgestrahlt wird; zum Beispiel in zwei Sprachen. Dieses ist möglich, wenn man beim analogen Fernsehen die beiden Audiokanäle der Stereospuren für den linken und rechten Kanal mit jeweils einer Audiospur in Mono (einkanalig) belegt. Beim Digitalfernsehen DVB können mehrere Audio-Datenströme ausgestrahlt und auf Empfängerseite ausgewählt werden.
2. bei Techniken wie Dolby Digital oder dts; siehe auch Mehrkanal-Tonsystem.